# Marie-Thérèse-Louise Benaut
 (janvier 2024).
Si vous disposez d'ouvrages ou d'articles de référence ou si vous connaissez des sites web de qualité traitant du thème abordé ici, merci de compléter l'article en donnant les références utiles à sa vérifiabilité et en les liant à la section « Notes et références ».
Marie-Thérèse-Louise Benaut, née en 1778 et morte en août 1795, est une compositrice française.

## Biographie
Elle est la fille de Josse-François-Joseph Benaut, elle a été pensionnaire du Prieuré royal des Dames de bon secours, et meurt de la fièvre typhoïde âgée de 17 ans.

## Œuvres
- Premier Recueil d'airs avec variations arrangés pour le clavecin ou forté-piano
- Deuxième recueil d'airs avec variations arrangés pour le clavecin ou forté-piano
- Troisième recueil d'airs avec variations arrangés pour le clavecin ou forté-piano
- Quatrième recueil d'airs avec variations arrangés pour le clavecin ou forté-piano
- Premier livre des pièces de clavecin ou le pianoforte